# Caranx ignobilis
Caranx ignobilis is een straalvinnige vissensoort uit de familie van horsmakrelen (Carangidae). De wetenschappelijke naam van de soort is voor het eerst geldig gepubliceerd in 1775 door Forsskål.

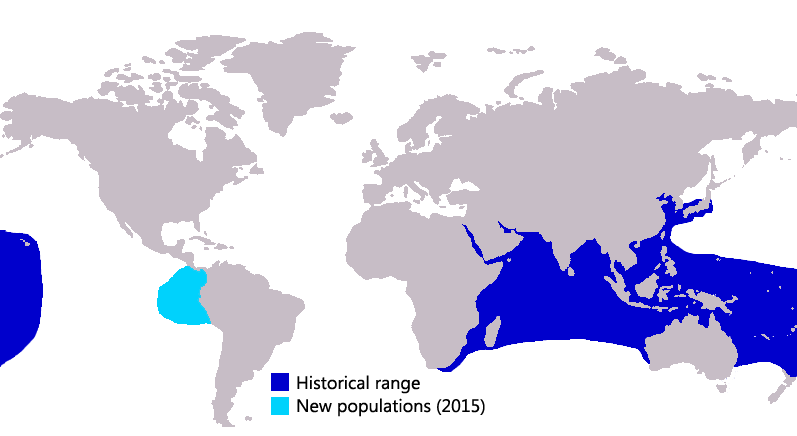
Verspreidingsgebied van Caranx ignobilis

De eetgewoontes en het voedsel van de soort verschilt per locatie en ook per leeftijd van het individu. De soort eet doorgaans andere vissen, inktvissen en schaaldieren. Uitzonderlijk is dat nabij de atol Farquhar vissen zijn gezien die daar jonge bonte sternen van het wateroppervlak grijpen.